# Diez canoas
Diez canoas (de título original en inglés, Ten Canoes) es la primera película en lengua originaria australiana. Dirigido por Rolf de Heer y Peter Djigirr. Tiene una duración de 90 minutos y fue estrenada en el 2006. Este film a través de una historia, revela aspectos artísticos, el modo de vida, cultura y humanidad de los primeros habitantes del país australiano.

## Sinopsis
Diyndi corteja una de las esposas (la más joven), de su hermano mayor. Para enseñarle el Camino Correcto, se le cuenta a él una historia Mítica de pasado (filmada en blanco y negro), esta historia sigue su curso, mientras Diyndi está cazando con los hombres de la tribu.

### Recepción
Diez canoas ganó el premio Una Cierta Mirada (Prix Un Certain Regard ) en el Festival de Cannes 2006